# Imelda May
Imelda May (* 10. července 1974 Dublin) je irská zpěvačka. Před založením vlastní skupiny v roce 2002 doprovázela velké množství jiných hudebníků. V roce 2003 vydala své první album a později následovalo několik dalších nahrávek. V roce 2010 se podílela na albu Emotion & Commotion anglického kytaristy Jeffa Becka. S ním spolupracovala i při dalších příležitostech. V roce 2015 zpívala v jedné písni z alba Long Lost Suitcase velšského zpěváka Toma Jonese. Do roku 2015 byl jejím manželem zpěvák Darrel Higham.

## Diskografie
- No Turning Back (2003)
- Love Tattoo (2008)
- Mayhem (2010)
- Tribal (2014)
- Life Love Flesh Blood (2017)